# Richard E. Miller
Richard E. Miller (22 de marzo de 1875 - 23 de enero de 1943) fue un pintor impresionista estadounidense y miembro de la colonia de impresionistas estadounidenses de Giverny, donde formaba parte de la corriente conocida como Impresionismo decorativo. Miller fue principalmente un pintor figurativo, conocido por sus pinturas de mujeres posando lánguidamente en interiores o exteriores. El pintor creció en St. Louis, estudió en París y luego se instaló en Giverny. A su regreso a Estados Unidos, se instaló brevemente en Pasadena, California y luego en la colonia de arte de Provincetown, Massachusetts, donde permaneció el resto de su vida. Fue miembro de la Academia Nacional de Diseño de Nueva York y un pintor galardonado en su época, honrado tanto en Francia como en Italia, y ganador de la Legión de Honor de Francia. Durante las últimas décadas, ha sido objeto de una exposición retrospectiva y su obra se ha reproducido extensamente en catálogos de exposiciones y se ha incluido en diversos libros sobre el impresionismo estadounidense.

## Juventud y formación
Richard Edward Miller nació y se crio en San Luis (Misuri), que entonces era una de las ciudades estadounidenses más grandes y prósperas. Su padre, Richard Levi Miller, era un ingeniero civil muy respetado de Pensilvania, que se especializó en puentes y su madre era Esmeralda Story, oriunda de Misuri. Miller comenzó a dibujar y pintar cuando era niño y empezó a trabajar como asistente de George Eichbaum, un pintor de retratos. Estudió arte en la Escuela de Bellas Artes de la Universidad Washington de St. Louis (f. 1879), primero en clases nocturnas en 1891, después como estudiante a tiempo completo en 1892. Esta fue la primera escuela de arte en los Estados Unidos que formaba parte de una universidad y se basó en el método del plan de estudios francés de Beaux-Arts. Los cursos que tomó en Dibujo, Modelado, Pintura, Anatomía Artística, Perspectiva y Composición eran muy similares a los que habría recibido un estudiante en Francia en ese momento. Miller era conocido por su ética del trabajo y se destacó en la Escuela de Bellas Artes, donde estudió con Halsey C. Ives, la directora organizadora de la escuela, y quizás también con Lawton S. Parker.
La Feria Mundial de Chicago se celebró mientras Miller estudiaba en St. Louis y se cree que asistió a la feria y vio los miles de obras contemporáneas que estaban en exposición, incluidas obras de los artistas del emergente movimiento impresionista estadounidense y de la Escuela Tonalista. Durante sus cinco años en la Escuela de Bellas Artes, Miller ganó muchos premios y comenzó a exponer localmente en 1894. Debido a que la escuela estaba junto al Museo de Bellas Artes de St. Louis y en los terrenos del campus de la escuela, los alumnos tenían la oportunidad de ver importantes obras históricas, así como exhibiciones que incluyeron obras de movimientos contemporáneos como el tonalismo a través de las obras de John LaFarge, (1835–1910) y el impresionismo estadounidense a través de las obras de Theodore Robinson, (1892–1896), cuyas pinturas estuvieron expuestas allí durante la temporada 1895–1896.
En la Universidad Washington, Miller estudió con Edmund H. Wuerpel, exalumno de la escuela, que había regresado recientemente de París y cuyas propias obras estaban muy influidas por la escuela francesa de Barbizon, así como por las obras de Whistler. Debido a la orientación de sus maestros y a la popularidad de lo que se llamó la "Escuela Tonal" en ese momento, las primeras obras de Miller fueron de paisajes tranquilos, de orientación tonalista. En 1897, trabajaba como ilustrador para el St. Louis Post Dispatch y ahorraba dinero para ir a París a continuar sus estudios. Posteriormente fue honrado al recibir la primera beca para estudiar en París otorgada por la Asociación de Estudiantes de la Escuela de Bellas Artes de St. Louis.

## París

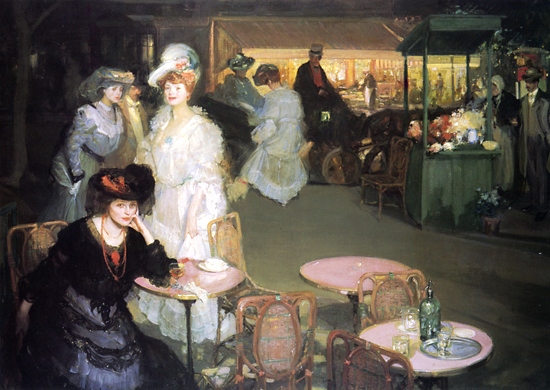
Café de Nuit, Richard E. Miller, óleo sobre lienzo, colección del Terra Museum of American Art

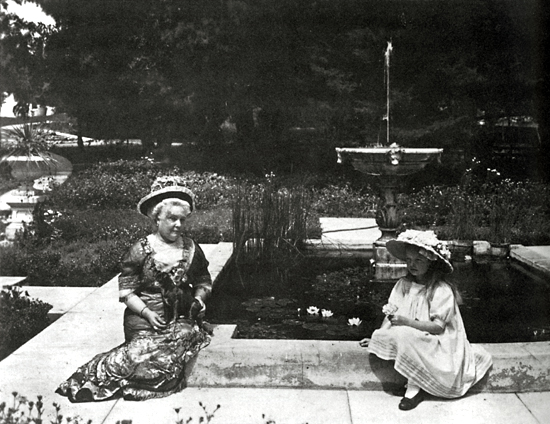
Eva Scott Fenyes con su nieta Leonora Curtin, Pasadena, c. 1912

Cuando Miller fue a París, ya era un pintor formado y progresó rápidamente en la Academia Julian, el centro privado donde estudió al igual que muchos otros artistas estadounidenses. Vivió una existencia modesta con los otros estudiantes en la margen izquierda. Allí conoció al pintor de Chicago, Lawton Parker, quien lo ayudó a comenzar en París. Las obras de Miller recibieron críticas elogiosas de Jean-Paul Laurens y de Benjamin Constant, dos consumados pintores académicos que tenían una excelente reputación en el Salón de París. Las grandes y ambiciosas obras que Miller produjo a principios de siglo eran principalmente escenas de la vida de los cafés de París. En estas obras de mujeres parisinas con estilo, las figuras se representan de una manera casi académica, con solo algunas áreas del fondo pintadas de manera impresionista.

## La colonia de Giverny
A partir de 1904 empezó a pintar obras muy decorativas de mujeres jóvenes atractivas en batas o kimonos, y estas son las obras por las que es más conocido. Pasaba los veranos en la Colonia de Arte Estadounidense de Giverny, que creció alrededor de la finca de Claude Monet alrededor de 1906, donde se hizo amigo cercano de Frederick Frieseke, otro pintor impresionista. Si bien varios de los artistas estadounidenses en Giverny tenían buena formación académica, la mayor parte de su instrucción fue informal. Por el contrario, Miller tenía una excelente reputación como profesor y varios de sus alumnos lo siguieron a Giverny, incluido John "Jack" Frost, el hijo del conocido ilustrador A.B. Frost, quien lo siguió a Giverny en 1909. Ese mismo verano conoció a una joven pintora de Maine, Harriette Adams, quien luego se convertiría en su esposa. Miller regresó a su ciudad natal de St. Louis en la primavera de 1910, pero no se sabe cuánto tiempo permaneció allí, probablemente solo unos meses, porque estaba de regreso en Giverny ese mismo verano.

## La vida en Pasadena
Miller regresó a los Estados Unidos cuando comenzó la Primera Guerra Mundial. Debido a su amistad con Guy Rose en Giverny, se trasladó al oeste al barrio de Pasadena en Los Ángeles para enseñar en la Escuela de Arte Stickney Memorial. Cuando se instaló en Pasadena, no pudo encontrar un estudio que le fuera agradable, con el tipo de luz filtrada que le gustaba usar para sus pinturas. Entonces, pintó en la casa de la rica pintora y mecenas de las artes, Eva Scott Fényes. Varias de las pinturas que se sabe que pintó en California están claramente ubicadas allí. Hay una fuente y una piscina en la mansión Fenyes que aparecen en varias de las pinturas de Miller. Además, pintó un retrato de Fenyes con su nieta y un gran desnudo que hoy se encuentra en la colección del Museo de Historia de Pasadena, ubicado en los terrenos de la finca de Fenyes.

## Provincetown, Massachusetts

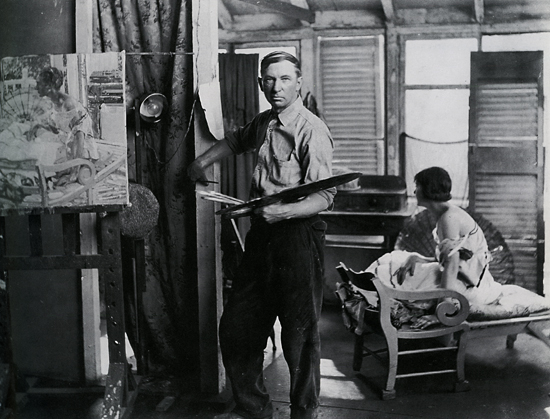
Richard E. Miller en su estudio de Provincetown, años 1920

Miller se trasladó a Provincetown en 1917.

## Evolución de su obra
De sus pinturas clásicas del impresionismo americano, la producción se divide entre obras realizadas en París, generalmente en tonalidades más oscuras, las obras de colores vivos realizadas en Giverny, un breve pero productivo período en Pasadena y luego sus años en Provincetown, Massachusetts.
Miller pintó paisajes en ocasiones, pero son raros en su producción artística. Las mujeres de sus pinturas a menudo se representaban mirándose en un espejo o con un collar en la mano, realizando algún tipo de actividad para evitar que estuvieran completamente ociosas. El historiador de arte William Gerdts, quien ha escrito extensamente sobre el movimiento impresionista estadounidense, comparó a Miller con su amigo Frederick Frieseke: "Miller casi siempre enfatizaba el dibujo y la estructura más que su colega. Las modelos que eligió eran bastante distintas de las de Frieseke, más conmovedoras y encantadoras, menos al estilo de Renoir". Al final de su carrera, su obra se volvió más oscura en paleta y más sombría en los temas y estas pinturas no tienen la misma demanda que las representaciones más soleadas de mujeres.

## Galería

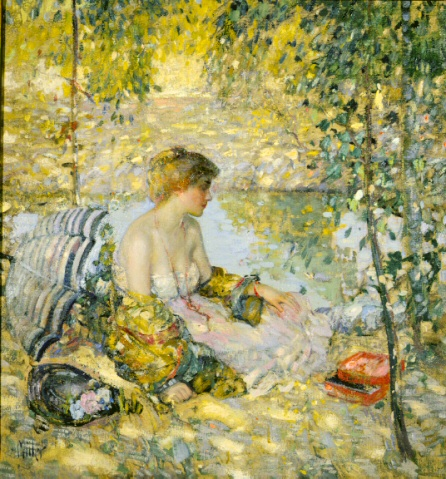
Richard E. Miller - Reverie - Rhode Island School of Design Museum
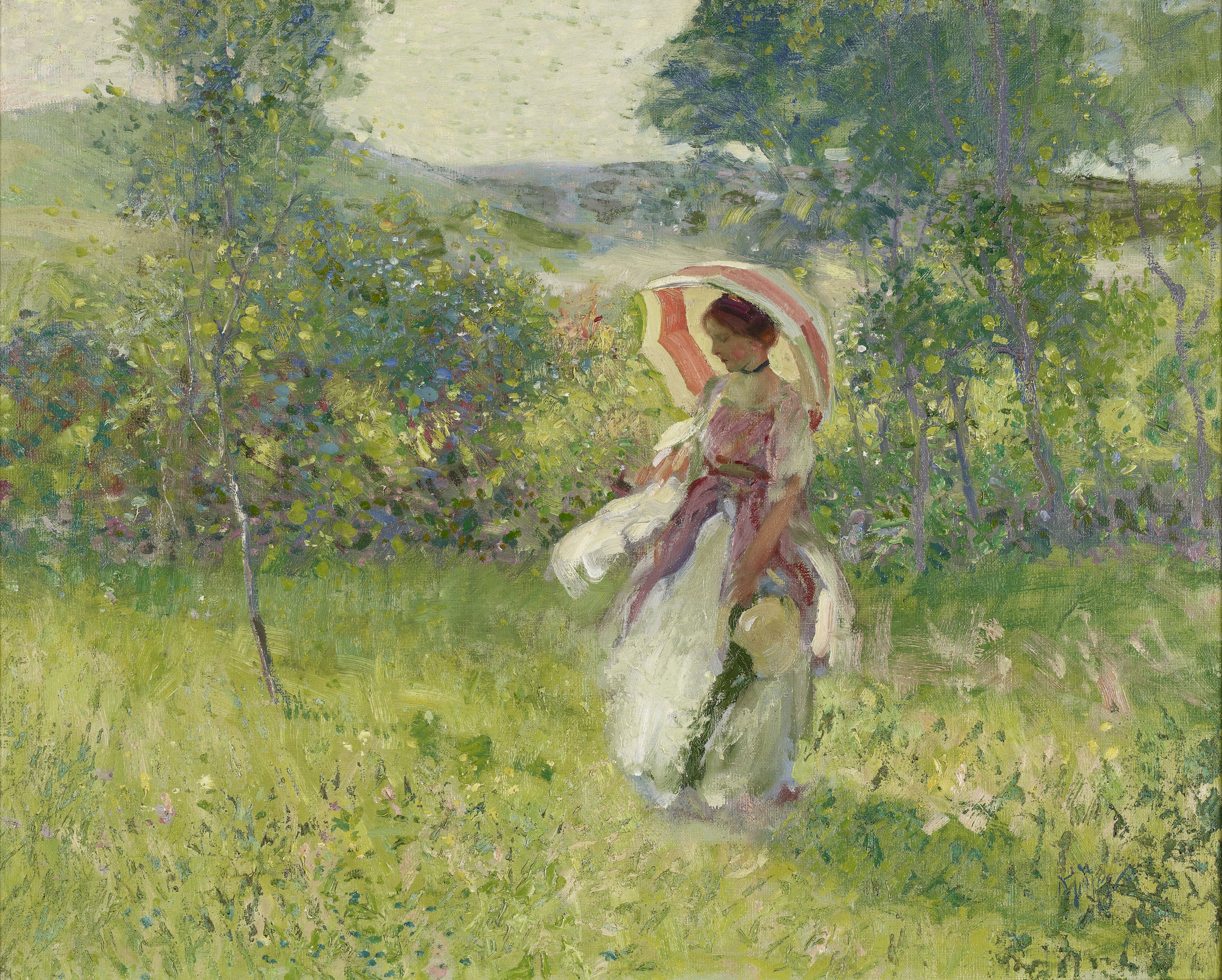
Richard E. Miller - The Parasol - Minneapolis Institute of Arts
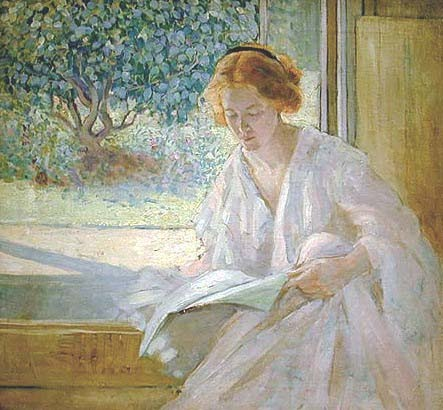
Richard Emil Miller Summer Morning
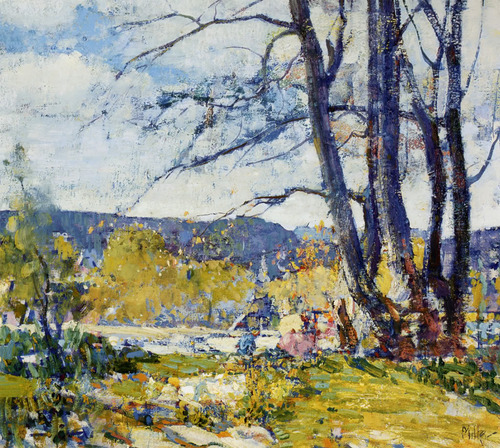
Richard Edward Miller - Landscape, Provincetown
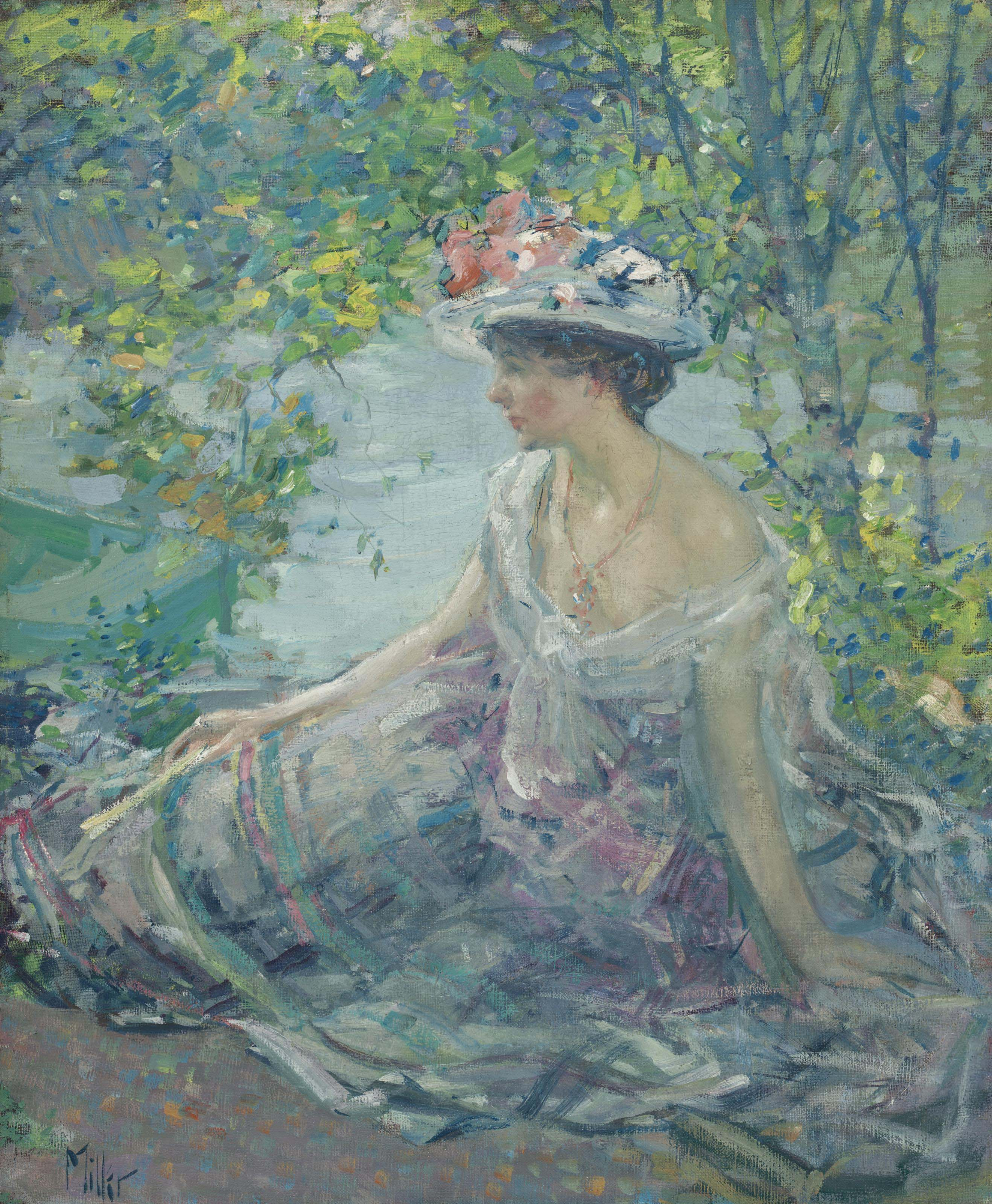
Summer Idyll by Richard Edward Miller
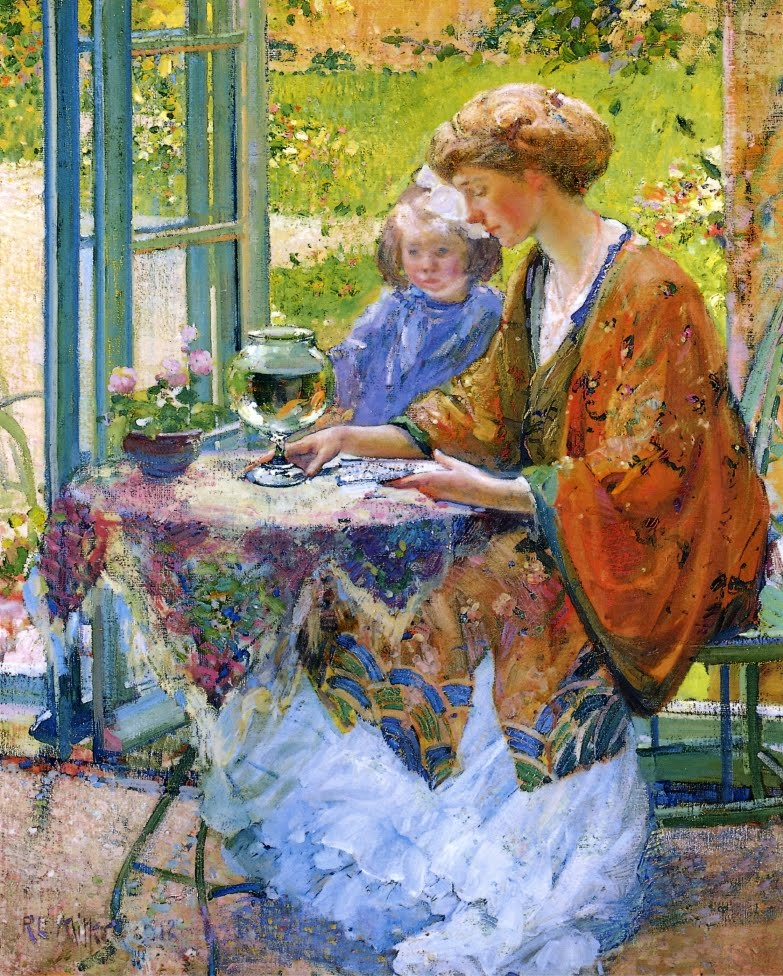
Richard Edward Miller - Goldfish
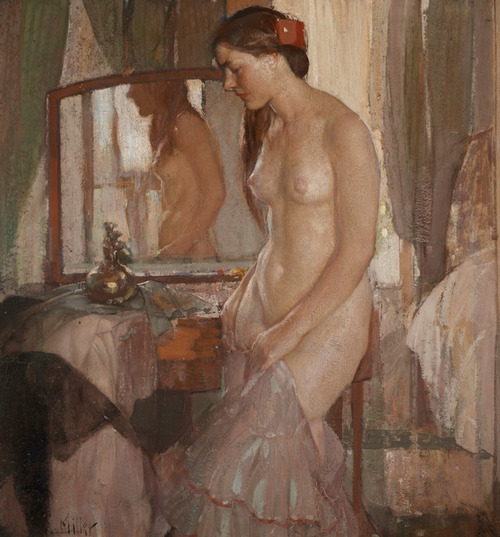
Richard Edward Miller - Standing Nude
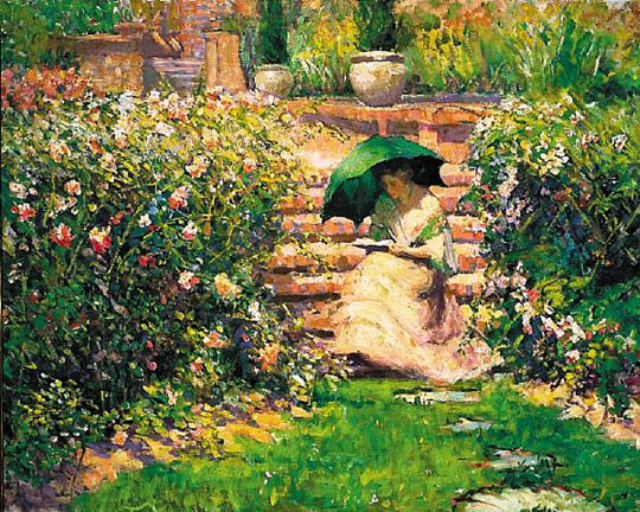
Richard Edward Miller - Anectar
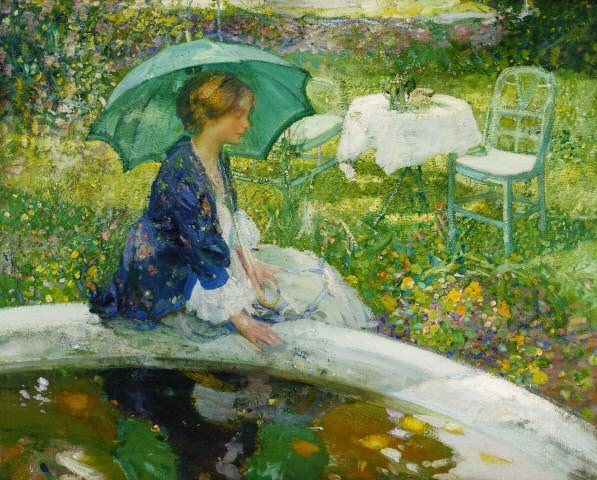
Richard Edward Miller - The Pool
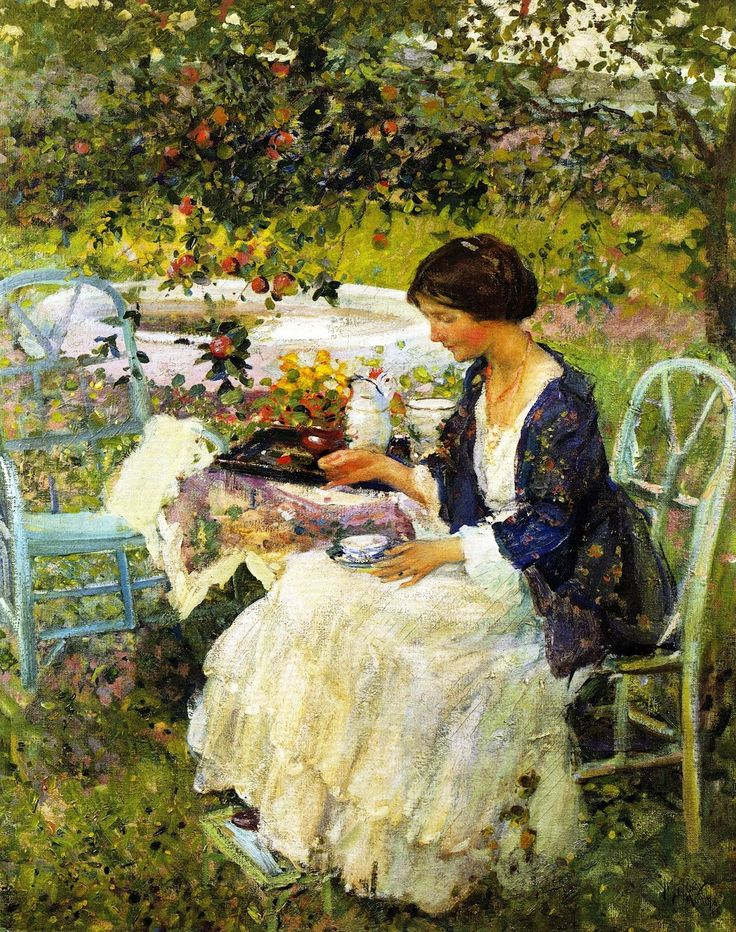
Richard Edward Miller - A Gray Day

## Alumnos destacados
- Mildred Burrage
- Catalina Carter Critcher
- Juan "Jack" Frost
- Teodoro Lukits (1897-1992)
- Leon Makielski
- Harriette Adams Miller
- Hilda Rix Nicolás
- Pauline Palmer
- Christian Von Schneidau